# トリビュート -KISS MY ASS-
| 専門評論家によるレビュー | 専門評論家によるレビュー |
| レビュー・スコア         | レビュー・スコア         |
| 出典                     | 評価                     |
| ------------------------ | ------------------------ |
| Allmusic                 | [ 1 ]                    |
| Rolling Stone            | [ 2 ]                    |

『トリビュート -KISS MY ASS-』（トリビュート -キッス・マイ・アス-、原題: Kiss My Ass: Classic Kiss Regrooved）は、1994年に発表されたアメリカ合衆国のロック・バンド「キッス」のトリビュート・アルバムである。キッスの結成20周年を記念して企画され、様々なアーティストがカバーで参加した。13週間に亘ってチャートに留まり、RIAAによってゴールド認定されている。

## 概要

### カバー・アートとタイトル
アルバムのカバー・アートのディレクター/デザイナーはミッチェル・カナー。CDリリースまでにエース・フレーリーのメイクアップの権利関係が解決しなかったことから、ポール・スタンレーが活動初期に一時していたバンディット（山賊）メイクが使われている。
カナダ盤、日本盤、およびオーストラリア盤には、アメリカ盤の星条旗の位置にそれぞれの国旗が使用されている。
アルバムのタイトルはトリビュート・アルバム『キッス・マイ・アンク』（2008年）のタイトルにインスピレーションを与えた。同アルバムには、1982年から1984年にかけてフレーリーの代わりもしくは後任としてキッスで活動したヴィニー・ヴィンセントが作曲した楽曲のカバーが収録されており、「アンク」は「Ankh Warrior（古代エジプトの戦士）」というキャラクターに基づいた彼のメイクアップに由来する。

### 構成
「ハード・ラック・ウーマン」では受賞歴があって自らキッスの大ファンだといくつかのインタビューで認めているカントリー歌手のガース・ブルックスが、キッスの演奏をバックにリード・ボーカルを執っている。
「悪魔のドクター・ラヴ」は期間限定で活動したバンド「シャンディーズ・アディクション」が演奏。メンバーは、ボーカリストにメイナード・ジェームス・キーナン（トゥール）、ギタリストにトム・モレロ（レイジ・アゲインスト・ザ・マシーン、オーディオスレイヴ）、ベーシストにビリー・グールド（フェイス・ノー・モア）、ドラマーにブラッド・ウィルク（レイジ・アゲインスト・ザ・マシーン、オーディオスレイヴ）である。
エクストリームによる「ストラッター」では、楽曲の中間部分のヌーノ・ベッテンコートによるギター・ソロの直前とソロで 「雷神」の主要なリフ、歌詞 "But when she wants/She'll pass you by" のところで「ヘヴンズ・オン・ファイヤー」  のオープニングのボーカル・パートが登場し、バッキング・ボーカリストによって「狂気の叫び」のコーラス・パートが歌われている。終了後にはメンバーの1人が「ラヴ・ガン」のイントロで流れるギター・リックを歌っている。
当初、ジーン・シモンズはYOSHIKIに「エルダーの戦士」をオーケストラ・アレンジしてほしいと依頼したが、YOSHIKIは意外性があるとして「ブラック・ダイヤモンド」のオーケストラ・アレンジを提案。「ブラック・ダイヤモンド」は他のアーティストに依頼する予定だったが、YOSHIKIの提案を受け入れた。

## 収録曲
| #         | タイトル                                                     | 作詞・作曲               | カバーアーティスト                                 | 時間  |
| --------- | ------------------------------------------------------------ | ------------------------ | -------------------------------------------------- | ----- |
| 1.        | 「ジュース」(Deuce)                                          | Gene Simmons             | レニー・クラヴィッツ、スティーヴィー・ワンダー     | 4:10  |
| 2.        | 「ハード・ラック・ウーマン」(Hard Luck Woman)                | Paul Stanley             | ガース・ブルックス                                 | 3:16  |
| 3.        | 「彼女」(She)                                                | Simmons, Stephen Coronel | アンスラックス                                     | 4:51  |
| 4.        | 「クリスティーン・シックスティーン」(Christine Sixteen)      | Simmons                  | ジン・ブロッサムズ                                 | 3:10  |
| 5.        | 「ロックン・ロール・オール・ナイト」(Rock and Roll All Nite) | Stanley, Simmons         | トード・ザ・ウェット・スプロケット                 | 2:54  |
| 6.        | 「悪魔のドクター・ラヴ」(Calling Dr. Love)                   | Simmons                  | シャンディーズ・アディクション                     | 4:55  |
| 7.        | 「ゴーイン・ブラインド」(Goin' Blind)                        | Simmons, Coronel         | ダイナソーJr.                                      | 3:25  |
| 8.        | 「ストラッター」(Strutter)                                   | Stanley, Simmons         | エクストリーム                                     | 4:40  |
| 9.        | 「プラスター・キャスター」(Plaster Caster)                   | Simmons                  | ザ・レモンヘッズ                                   | 3:00  |
| 10.       | 「デトロイト・ロック・シティ」(Detroit Rock City)            | Stanley, Bob Ezrin       | ザ・マイティ・マイティ・ボストーンズ               | 4:21  |
| 11.       | 「ブラック・ダイヤモンド」(Black Diamond)                    | Stanley                  | Yoshiki and アメリカン・シンフォニー・オーケストラ | 7:08  |
| 12.       | 「アンホーリー」(Unheilig)                                   | Simmons, Vinnie Vincent  | デイ・アルヅテ                                     | 3:31  |
| 合計時間: | 合計時間:                                                    | 合計時間:                | 合計時間:                                          | 49:21 |

## チャート成績
アルバム - ビルボード（北米）
| 年   | チャート          | 最高順位 |
| ---- | ----------------- | -------- |
| 1994 | The Billboard 200 | 19       |

シングル - ビルボード（北米）
| 年   | チャート                     | シングル                     | 最高順位 |
| ---- | ---------------------------- | ---------------------------- | -------- |
| 1994 | Mainstream Rock Tracks       | 「ジュース」                 | 11       |
| 1994 | Adult Contemporary           | 「ハード・ラック・ウーマン」 | 28       |
| 1994 | Hot Country Singles & Tracks | 「ハード・ラック・ウーマン」 | 67       |
| 1994 | Top 40 Mainstream            | 「ハード・ラック・ウーマン」 | 26       |